# Große Eishöhle in Paradana
Die Große Eishöhle in Paradana (slowenisch: Velika ledena jama v Paradani) ist eine Höhle in Predmeja im Naturschutzgebiet Paradana im Ternowaner Wald (Trnovski gozd) in der Region Goriška in Slowenien, in der sich ganzjährig Eis befindet.

## Lage
Die Höhle liegt auf der bewaldeten Karsthochfläche oberhalb des Vipava-Tals nordwestlich von Ajdovščina. In der Nähe liegt eine weitere Eishöhle, die Mala ledena jama (kleine Eishöhle).

## Literatur

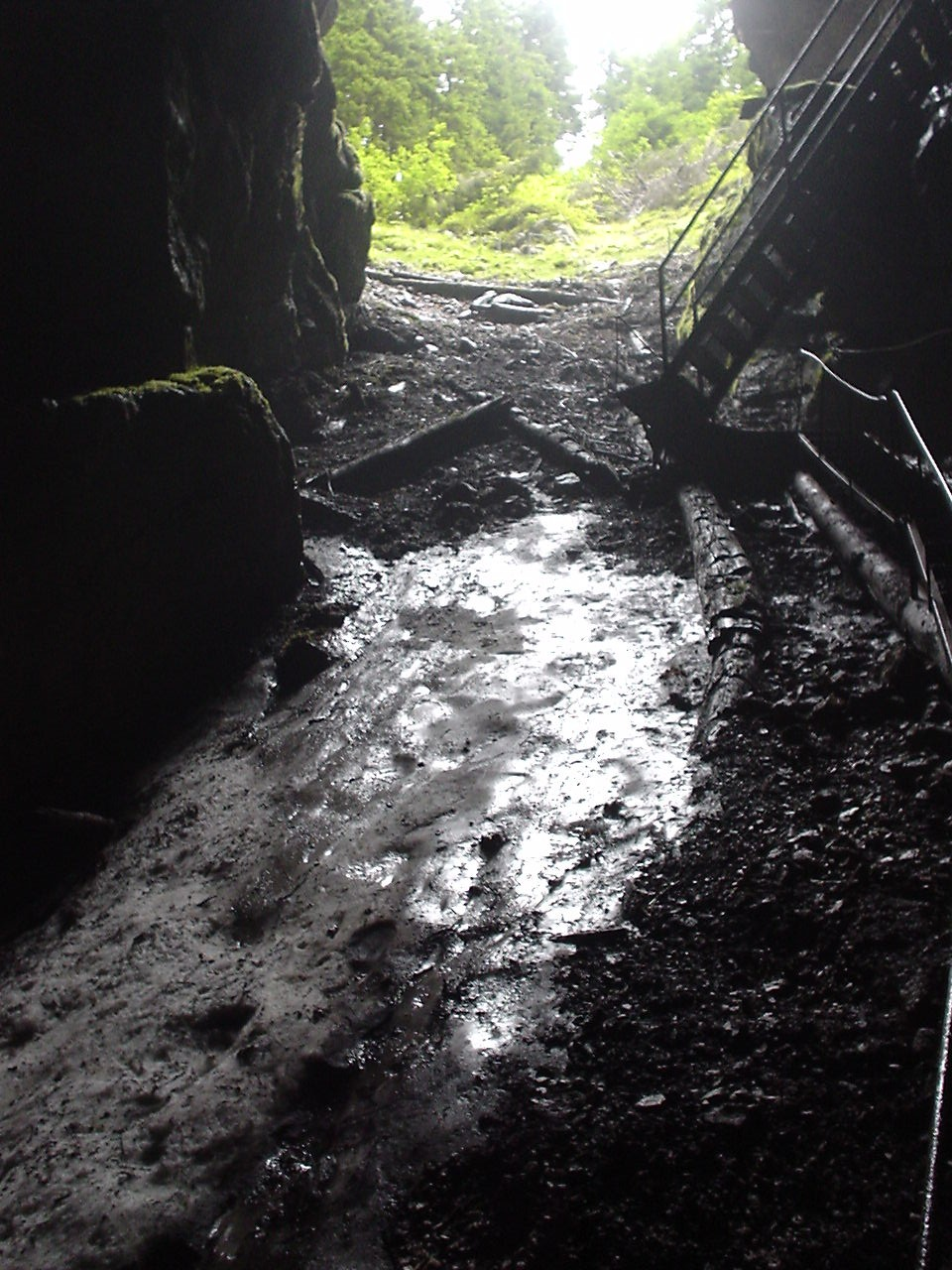
Blick aus dem Mundloch

## Charakteristika
Die Eishöhle ist über ein auf rund 1100 m über Meereshöhe gelegenes Mundloch zugänglich, das von der Straße über einen Fußweg von ca. 10 Minuten erreicht wird. Die Doline ist für die Inversion der Vegetationsstufen (Vegetationsumkehr) bekannt. Die Höhle ist etwa 850 m tief; ihre Länge wird mit 7311 m angegeben.

## Geschichte
Aus der Höhle wurde Eis für die Stadt Triest gewonnen. Das Eis wurde in bergmännischer Weise abgebaut und in Blöcken zu 10 bis 40 kg nachts nach Triest transportiert, wo es zur Kühlung des Fischfangs auf Fischereischiffen verwendet wurde. Auch soll es im 19. Jahrhundert bis nach Ägypten exportiert worden sein. Die Inversion der Vegetationsstufen wurde 1905 erstmals beschrieben.